# Pidolát hořečnatý
Pidolát hořečnatý je hořečnatá sůl kyseliny pidolové, používaná jako doplněk stravy.